# Haruna Yabuki
Haruna Yabuki (矢吹春奈 Yabuki Haruna), nacida el 18 de diciembre de 1984 en Tokio. Es una gravure idol y actriz japonesa. Fue descubierta en Shibuya a la edad de 15 años. En el 2003, Haruna Yabuki fue elegida como una de las actrices para desempañarse en los ojos del ángel del Asa tele junto con Nemoto Harumi, Ito Ai, y Sakuragi Mutsuko entre otros. En el 2004, ella era la sensación del momento como modelo de traje de baño para la cadena de almacenes grande de Parco de moda de Shibuya ya que ofreció anuncios enormes de ella a través de Tokio.

## Carrera profesional
Haruna Yabuki está desempeñando un nuevo papel en su carrera profesional como una chica seria metas hacia el triunfo al recibir la misma formación que los representantes de ventas. En sus 3 años anteriores ella ha continuado haciendo DVD, calendarios y photobooks y hasta ha lanzado una carrera en la música como cantante con su primer sencillo en 2006 "Let Me Love You" (Me Dejaron Amarle).

## Filmografía

### Dramas
- Yume wo Kanaeru Zou (NTV, 2008)
- Kimi Hannin Janai yo ne (TV ASAHI, 2008)
- Kuroi Taiyou (TV Asahi, 2007) Especial
- Shinjuku Swan (TV Asahi, 2007)
- Shinuka to Omotta (NTV, 2007)
- CA to Oyobii! (NTV, 2006)
- Dandori Musume (Fuji TV, 2006)
- Shimokita GLORY DAYS (TV Tokyo, 2006)
- Chakushin Ari (TV Asahi, 2005)
- Koi no Kara Sawagi Drama Special (NTV, 2005)
- Engine (Fuji TV, 2005)
- Vampire Host (TV Tokyo, 2004)

### Películas
- Suna no Kage (2008)
- Kono Mune ni Ippai no Koi wo (2005)